# Чорнобаївський район
Чорноба́ївський райо́н — колишня адміністративно-територіальна одиниця Черкаської області. Площа — 1554 км² (7,43 % площі області). Районний центр — смт Чорнобай. Ліквідований 17 липня 2020 року.

## Основні відомості
Чорнобаївський район розташований у східній частині Черкащини. На півночі та заході він межує з Драбівським та Золотоніським районами Черкаської, на сході та південному сході — з Оржицьким та Семенівським районами Полтавської області, омивається водами Кременчуцького водосховища та нижньою течією р. Сули. Відстані від районного центру до м. Черкас: залізницею — — км, автошляхом — 50 км. Географічні дані: район розташований у лісостеповій фізико-географічній зоні. Площа, що зайнята лісами, становить 7895 га, водою — 35 710 га. На території району протікає 8 річок загальною довжиною 127,3 км. Найбільші: Ірклій, Золотоноша, Кропив'янка. Ірклій завдовжки 27,5 км.
Загальна площа 1600 квадратних кілометрів. Населення району становить 46,7 тисячі жителів, які проживають у райцентрі — селищі міського типу Чорнобай (8,0 тис.) та навколишніх селах. На території району 29 сільських рад і одна селищна рада, яким підпорядковані 51 населений пункт і смт Чорнобай. Розташоване селище по обидва береги річки Ірклій. До найближчих залізничних станцій Золотоноша і Пальміра відстань від Чорнобаю складає відповідно 22 і 18 км.

## Історія
Чорнобаївський район утворений у квітні 1923 року з Великобурімської, Богодухівської і Чорнобаївської волостей у складі 12 сільських рад площею 632 кв. версти з населенням 40 603 особи. Тоді ж утворено Іркліївський район з трьох волостей: Мельниківської, Мойсенської, Васютинської і частини Іркліївської в складі 19 сільських рад площею 642 кв. версти з населенням 47 197 осіб та Вереміївський з Вереміївської, Жовнинської та Лялинської волостей у складі 7 сільських рад площею 424 кв. версти та населенням 26 578 осіб. А разом — це 38 сільських рад площею 1698 кв. версти з населенням 114 378 осіб.
Ці райони ввійшли до Золотоніського округу Полтавської губернії. У 1925 році, у зв'язку з ліквідацією губерній і укрупненням округів, Чорнобаївський та Іркліївський райони ввійшли до Черкаського округу, перейменованого в 1927 році в Шевченківський, а Вереміївський (пізніше Жовнинський) — до Кременчуцького.
У 1930 році ці райони підпорядковувалися центру (Харків), у 1932 році Чорнобаївський район, до складу якого входив з 1931 по 1935 роки Іркліївський, включено до Київської, з 1937 до 1954 року обидва райони були в складі Полтавської, а з 7.01.1954 р. перебувають у складі Черкаської області.
Посулянські села Жовнинського (з 1930 р. Градизького) району в 1932 році відносилися до Харківської, а з 1937 і до 1964 року — до Полтавської областей. У 1965 році Чорнобаївський район постав у сучасному складі.
Край був заселений ще в давнину. Про це свідчать археологічні знахідки доби пізнього палеоліту поблизу с. Велика Бурімка.
Територія біля Ірклієва і навколишніх придніпрянських сіл була заселена теж здавна, про що свідчать близько 40 історичних пам'яток неоліту, епохи бронзи, скіфського та ранньослов'янського часів: стоянки, поселення, курганні поховання, могильники.
В одному з кутків старої Вереміївки, Миклашівці, ще до затоплення «Кременчуцьким морем», виявлені сліди поселень наших пращурів-слов'ян VII—IX ст., хоча випадкові знахідки, що вимиваються дніпровськими хвилями на берег з дна рукотворного моря, засвідчують значно раніше заселення цього краю.
У X—XI ст. у гирлі і на березі р. Сули стояли міста-фортеці Київської Русі Воїнь, Палянівщина, Желді, Кизівер, Римів. Це був передній край оборони Переяславського князівства від кочівників.
У 1116 році вперше в Іпатіївському літописі згадувалося м. Желді (Жовнине), засноване переяславським князем Ярополком, сином Володимира Мономаха.
На жаль, всі ці міста і фортеці зазнали спустошення від набігів половців та в часи монголо-татарської навали.
Відродження краю пов'язане з виникненням козацтва, масовим переселенням втікачів від польсько-литовського гноблення з правого на лівий берег Дніпра. Так у XV — на початку XVII ст. відроджуються після занепаду та виникають більшість теперішніх сіл Чорнобаївщини.
Перша згадка про Іркліїв датується 1601 роком, з кінця XV — початку XVI ст. в багатьох документах є згадка про Клим'ятин, що належав М. Павші, згідно з королівським указом 1510 року, а потім був подарований Київському Микільському монастирю. На початку XVII ст. виникає містечко Чигирин-Діброва, як «виселок» Чигирина, Городище (нині затоплені водами Кременчуцького водосховища), Москаленки, Васютинці.
З 1552 року Посулля попало під владу князів Вишневецьких. У 1590 році Варшавський сейм затвердив Посулля за Вишневецьким Олександром. Помер Олександр в 1594 році, тобто в розпал першого козацького повстання під проводом шляхтича Косинського. По бездітності свої просторі володіння дісталися рідному його брату Михайлу Михайловичу Вишневецькому — старості овруцькому на Київщині. У 1612 році народився у Михайла син Веремій. Ось тоді нібито й назвали село Вереміївкою в честь цього Веремія. Але маловірогідне таке припущення, бо якщо в 1653 році Вереміївка була містом, то не могло бути, щоб 40 років тому вона ще не мала назви. Тому більш підходить інше припущення, що пішла вона від назви якогось першого поселенця — Веремія, як і Матвіївка, Тимченки. Жителі краю стали активними учасниками козацько-селянського руху. Тут пронеслось багато повстань: С. Наливайка, Якова Острянина (Остряниці), Павла Бута (Павлюка), Кизима, Дмитра Гуні.
Так, у м. Жовнине впродовж 1638 року були зосереджені основні сили повстанців — нереєстрових козаків під проводом Я. Острянина, Д. Гуні та Карпа Скидана. Сім тижнів козаки вели кровопролитну боротьбу з польсько-шляхетським військом.
У часи національно-визвольної війни українського народу під проводом Богдана Хмельницького з 1648 року діяв Іркліївський полк (полковник Михайло Телюченко) до складу якого входили Васютинська, Вереміївська, Бурімська і Канівецька сотні. Згодом ці сотні воювали у складі Кропивнянського полку (полковник Филон Джалалій). Іркліївський полк був відновлений у 1658 році, існував до 1667 року.
1650 року в Ірклієві відбулася нарада, на якій уточнювалося ставлення України до сусідніх держав, з послами яких спілкувався гетьман Богдан Хмельницький.
Чорнобаївська земля є батьківщиною повстанських ватажків Григорія Лободи (с. Васютинці), Йосипа Гладкого (с. Мельники) — кошових отаманів Задунайської Січі. У містечку Вереміївці минуло дитинство гайдамацького отамана Семена Неживого.
У часи «Руїни» тут змагалися за гетьманську булаву Іван Брюховецький і Петро Дорошенко, посилилося свавілля козацької старшини. У відповідь на це 1666 р. вибухнуло повстання у Переяславському полку, яке охопило й Іркліїв.
У 1677-78 роках турецько-татарські війська, які вів на Чигирин Юрій Хмельницький, спалили Іркліїв.
За гетьманування Кирила Розумовського (1750—1764 рр.) вільних земель у краї практично не лишилося. Посилення закріпачення селян викликало їх спротив. У 1767—1770 р. р. відбулося повстання у с. Кліщинці проти власників — генерального судді Лисенка і генерального писаря Туманського, яке було жорстоко придушене урядовими військами.
У 1782 році після ліквідації полкового устрою, край увійшов до Київського намісництва і перебував у складі Золотоніського повіту. Тоді тут було 6 містечок (Іркліїв, Бурімка, Вереміївка, Жовнине, Чигирин-Діброва, Канівці), 27 сіл, понад 200 хуторів, 11 деревень, 4 слобідки, а всього 9 000 дворів і понад 27 000 жителів. На території краю з 1797 року створено 9 волостей (Богодухівська, Васютинська, Вереміївська, Жовнинська, Іркліївська, Лялинська, Мельниківська, Мойсенська), 9-та Бурімська входила до Городиського повіту; згодом, у пореформений період — Чорнобаївська. Такий територіальний поділ залишався до 1923 року.
З 1802 року Чорнобаївщина — у складі Полтавської губернії. Жителі місцевих сіл завжди були патріотами. Вони воювали з наполеонівськими військами у 1812—1815 роках (частина козаків була в складі народного ополчення, що його збирав у Горошиному І. П. Котляревський), турками. Багато наших земляків загинуло у Кримській війні 1853—1855 років.
Реформа 1861 року не поліпшила соціально-економічне становище на селян, тут наростала хвиля народного гніву. У 1905 році відбулися революційні виступи у Вереміївці («Вереміївська буча»), у Богодухівці — мітинг із засудженням самодержавства і царського маніфесту 1905 року, у В. Бурімці волосний комітет «Селянської спілки» організував страйк у маєтку графині Кантакузен.
Столипінська реформа ще більше поглибила соціальне розшарування селян, а Перша світова війна (1914—1918 років) стала каталізатором революційних подій.
Край, як і всю країну, охопили революційні рухи 1917—1920 років.
У часи національно-визвольних змагань 1917—1920-х років село Вереміївка дало Україні багатьох славних лицарів, зокрема, 19-річного комбрига Антона Шарого-Богунського, розстріляного за наказом одного з організаторів Червоної армії Лева Троцького (Лейби Бронштейна) в м. Кременчуці 31 липня 1919 p.; отамана Вереміївської сотні Чигиринського полку Панаса Келеберду (повстанський загін Келеберди діяв у Золотоніському, Хорольському, Лубенському, Кременчуцькому повітах Полтавської губернії і на 1920 рік налічував до 400 шабель), який загинув неподалік с. Жовнине в бою з червоними у серпні 1920 p.; командира Наддніпрянського партизанського загону Івана Савченка-Нагірного, розстріляного працівниками НКВС в Полтавській тюрмі 20 грудня 1923 року.
Також слід відзначити, що саме у с. Москаленки, яке межувало з Вереміївкою, у 1920 році розташовувався штаб Армії УНР, яка здійснювала Зимовий похід з Поділля.
На Чорнобаївщині малювали свої картини Опанас Сластьон, Іван Соколов. Тут збирали українські пісні та казки Михайло Драгоманов, український фольклорист і художник Порфирій Мартинович, котрий у своїх малюнках зберіг архітектуру та церкви містечка Вереміївки другої чверті XIX ст., змалював своєрідні і неповторні образи козаків та чумаків.
На багатолюдних ярмарках співали легендарні українські бандуристи Остап Вересай, Михайло Кравченко, Федір Кушнерик, Іван Жовнянський. Усіх їх приваблювала не лише мальовничість природи, але і щедрість місцевих козаків і селян Посулля, а нині Чорнобаївщини — краю від Сули до Дніпра.
На початку 1919 року на Чорнобаївщині остаточно утвердилася радянська влада, почалися радикальні зміни в соціально-економічному житті району. На зміну одноосібному селянському господарству приходили колективні форми господарювання, які далеко не всіма жителями сприймалися. Наростало невдоволення, але масові репресії і розправи з «ворогами народу» придушили ще в зародку протистояння діям радянської влади.
До 1929 року в степовій частині краю навколо сіл Старий Коврай, Лукашівка, Богодухівка, Красенівка, Христителеве було багато хуторів, частина з яких спочатку навіть найменувань не мали (значились як «оброчна стаття» чи «артикул»). Та в час розкуркулювання (розселянювання) і колективізації більшість із них припинили своє існування.
1920—1930-ті роки пов'язані з винищенням багатьох хліборобських родин, з насильницькою колективізацією (у 1933 році її практично завершили), голодомором 1932—1933 років та масовими репресіями 1937—1938 років (понад 377 репресованих жителів району реабілітовано, на жаль, більшість посмертно). Найбільше їх у «революційних» селах Вереміївка (23), Жовнине (12), Іркліїв, Богодухівка, Скородистик, В. Бурімка та ін.
І все ж, незважаючи на всі ці труднощі, трудівники краю своєю працею, самопожертвою, старанням і вмінням вивели його в число передових.
Розпочалася Німецько-радянська війна. 19 вересня ворог захопив Іркліїв, Чорнобай, а 21 вересня — села Богодухівку та Красенівку. У боях за Богодухівку загинув письменник Юрій Кримов. У жахливому Оржицькому оточенні, у таборі військовополонених під Бакаєвим загинули тисячі радянських солдатів.
Два роки окупаційного режиму були тяжким випробуванням для місцевих жителів. Розпочався масовий терор. 12 750 мешканців 4 районів знайшли свою смерть в Золотоніському концтаборі. На каторжні роботи до Німеччини з Чорнобаївського району вивезено 6009 осіб. Закатовано на місці, розстріляно і спалено 500 осіб. Таке звірство окупантів викликали всенародний рух опору. На території Чорнобаївського району у вересні 1941 — липні 1942 років діяв партизанський загін (командир Комашко Д. С.), у серпні-вересні 1943 р. — загін ім. Щорса (командир Соболєв-Кузьмін М. Р.).
З квітня 1942 по жовтень 1943 року в Ірклієві і навколишніх селах діяла Задніпровська підпільна парторганізація Б. М. Рубцова.
У вересні 1943 року прийшло жадане визволення. 21—27 вересня район був визволений військами 52-ї армії (генерал К. А. Коротєєв) Воронезького фронту.
У боях за визволення району загинуло 1679 воїнів, у тому числі 26 офіцерів. Нащадки спорудили 82 пам'ятники та обеліски на знак пам'яті про загиблих земляків, які не повернулися до рідних осель з фронтів Другої світової війни. На війну пішло понад 16 тис., загинуло 12 061, серед них 639 мирних жителів (398 підпільників і активістів та 241 особа звичайних жителів). Особливо багато наших воїнів загинуло у вересні — грудні 1943 року під час форсування Дніпра на Київському, Канівському, Черкаському напрямах, та нижче Кременчука — всього понад 3,5 тис. чол., з них пропало безвісти — 2759. У боях за Батьківщину високого звання Героя Радянського Союзу удостоєно 8 осіб, а 2 нагороджено орденами Слави 3-х ступенів.
Відбудова зруйнованого ворогом господарства, завдяки героїчній праці літніх людей, жінок, дітей, інвалідів, фронтовиків, що повернулися з війни, до 1950 року була завершена. Район упевнено набирав високих темпів розвитку в аграрній галузі. Гордістю району є 14 Героїв Соціалістичної Праці та 45 кавалерів ордена Леніна. Майже кожен 4-й житель району має урядові нагороди.
У період розбудови незалежної України славні трудові традиції продовжуються. Жителі району пишаються тим, що на Чорнобаївській землі народилися Герої України Микола Семенович Васильченко (директор СТОВ «Агрофірма „Маяк“ Золотоніського району) та Олексій Васильович Приліпка (генеральний директор агрокомбінату „Пуща Водиця“ Київської обл.). Район впевнено тримає провідні позиції в області з виробництва сільськогосподарської продукції. Велика увага приділяється розвитку освіти, культури, охорони здоров'я, розв'язанню соціальних питань.

## Природно-заповідний фонд
Станом на 01.01.2012 р. природно-заповідний фонд Чорнобаївського району включає 14 заповідних об'єктів загальною площею 8386,3 га. Частка заповідності Чорнобаївського району — 5,2 % від площі району — вище середнього по області показника (2,9 %). Серед них: Нижньосульський національний природний парк; заказники: Сулинський, Бобухівщина, Бубирова гребля, Джулайка, Загородищанський, Ганничі, Іркліївський, Підгірський, Савківський, Ревбинський, Червонохиженський; пам'ятки природи — „Урочище Бурти“, Дерева-сестри, Алея Старицького, Загородищенський старожил; парки-пам'ятки садово-паркового мистецтва — Великобурімський, Васютинський дендрологічний парк.

## Політика
25 травня 2014 року відбулися Президентські вибори України. У межах Чорнобаївського району було створено 55 виборчих дільниць. Явка на виборах складала — 72,15 % (проголосували 25 276 із 35 034 виборців). Найбільшу кількість голосів отримав Петро Порошенко — 51,31 % (12 968 виборців); Юлія Тимошенко — 18,35 % (4 638 виборців), Олег Ляшко — 13,17 % (3 329 виборців), Анатолій Гриценко — 9,17 % (2 319 виборців). Решта кандидатів набрали меншу кількість голосів. Кількість недійсних або зіпсованих бюлетенів — 0,68 %.

## Батьківщина великого поета Михайла Драй-Хмари
28 вересня (10 жовтня) 1889 року, у селі Малі Канівці Золотоніського повіту, тепер Чорнобаївського району народився великий український поет Михайло Драй-Хмара. Він на рівних із Максимом Рильським, Миколою Зеровим, Павлом Филиповичем і Юрієм Кленом входив до так званої п'ятірки „неокласиків“, тобто, найкращих поетів двадцятих-тридцятих років минулого століття. Пройшов крізь смертельне сито жорстокого сталінського „розстріляного відродження“, загинув у радянському концтаборі на золотоносній копальні 19 січня 1939 року. Розповідь про це у розділі „посилання“ сторінки Вікіпедії Чорнобаївського району.
Дочка М. Драй-Хмари Оксана Ашер (у США вийшла заміж за відомого адвоката), професор Колумбійського університету і Сорбонни вивезла за кордон усю літературну, наукову спадщину відомого поета, перекладача, який володів 19 мовами світу, літературознавця, опрацювала, підготувала до друку й видала, в тому числі й епістолярії митця. Оксана Драй-Хмара-Ашер прожила понад 95 років і померла в США в липні 2018 року.